# 大阪大学大学院基礎工学研究科・基礎工学部

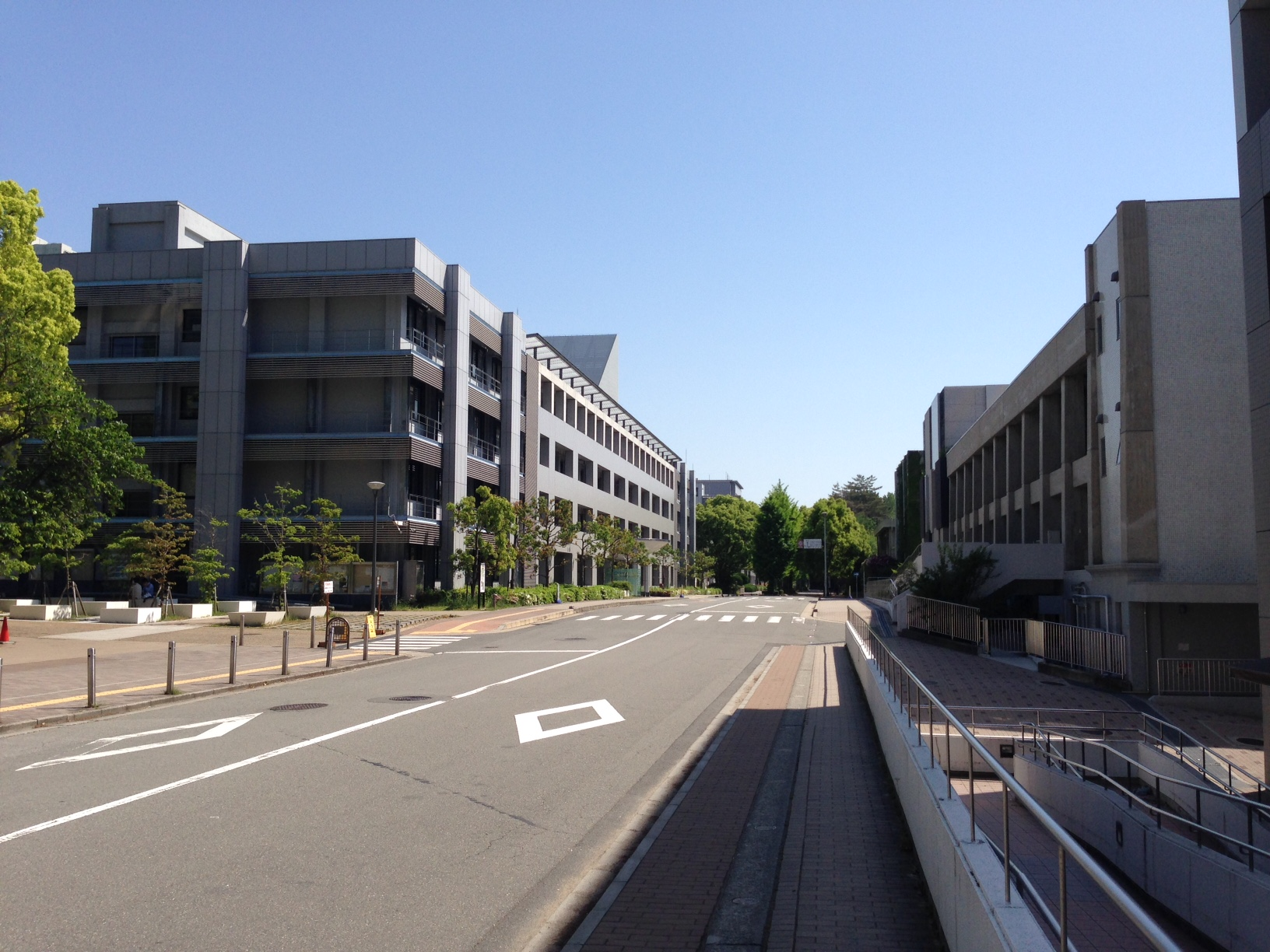
左手に見える建物が基礎工学研究科

大阪大学大学院基礎工学研究科（おおさかだいがくだいがくいんきそこうがくけんきゅうか、英語: Graduate School of Engineering Science, The University of Osaka）は、大阪大学大学院に設置される研究科の一つである。
大阪大学基礎工学部（おおさかだいがくきそこうがくぶ、英語: School of Engineering Science, The University of Osaka）は、大阪大学に設置される学部の一つである。

## 概説
大阪大学の基礎工学部は、1961年に大阪大学に設立された学部である。初代学部長正田建次郎が学部創設時に定めた理念である「科学と技術の融合による科学技術の根本的な開発それにより人類の真の文化を創造する学部」に基づき、理学と工学の融合的研究を行っている。

## 沿革
- 1960年 - 大阪大学工学部に機械工学第二学科を設置。
- 1961年 - 基礎工学部を設立。機械工学科、合成化学科、電気工学科、共通講座を設置[1]。工学部機械工学第二学科を基礎工学部機械工学科に振替え。
- 1962年 - 制御工学科、材料工学科を設置[1]。
- 1963年 - 化学工学科を設置[1]。
- 1964年 - 大学院基礎工学研究科を設置。数理系専攻、物理系専攻、化学系専攻の3専攻体制とする[1]。
- 1967年 - 生物工学科を設置[1]。
- 1970年 - 情報工学科を設置[1]。
- 1971年 - 材料工学科を物性物理工学科に改称[1]。
- 1992年 - 制御工学科をシステム工学科に改称[1]。
- 1996年 - 大学院重点化により、基礎工学研究科の数理系専攻を情報数理系専攻に再編。基礎工学部の合成化学科と化学工学科を化学応用科学科に、情報工学科と共通講座を情報科学科に再編[1]。
- 1997年 - 基礎工学研究科の物理系専攻を物理系専攻とシステム人間系専攻の2専攻に再編。基礎工学部の電気工学科と物性物理工学科を電子物理科学科に、機械工学科、システム工学科、生物工学科をシステム科学科に再編[1]。
- 2002年 - 基礎工学研究科情報数理系専攻の計算機科学、ソフトウェア科学両分野を新設の情報科学研究科へ、生物工学分野の一部を新設の生命機能研究科へ移行。数理科学分野と生物工学分野の一部は、システム人間系専攻に再編[1]。
- 2003年 - 基礎工学研究科を物質創成専攻、機能創成専攻、システム創成専攻の3専攻に再編[1]。

## 組織

### 学科[4]
- 電子物理科学科
  - エレクトロニクスコース
  - 物性物理科学コース
- 化学応用科学科
  - 合成化学コース
  - 化学工学コース
- システム科学科
  - 機械科学コース
  - 知能システム学コース
  - 生物工学コース
- 情報科学科
  - 計算機科学コース
  - ソフトウェア科学コース
  - 数理科学コース
- 学科単位で募集し、2年次に各コースに分かれる。

### 大学院
- 物質創成専攻[5]
  - 物性物理工学領域
    - 電子相関物理講座（強相関系理論、強相関系分光、強相関系量子物、強相関系物質機能解析）
    - ナノ量子物理講座（量子情報・量子光学、創発機能物質科学、ナノスピントロニクス）
    - 協力講座：量子物性科学講座（界面量子科学）

  - 機能物質化学領域
    - 合成化学講座（合成有機化学、有機物性化学、分子集積化学）
    - 機能化学講座（表面・界面機能化学、生体機能化学）
    - 協力講座：太陽エネルギー化学講座（光エネルギー環境化学）

  - 化学工学領域
    - 反応化学工学講座（ナノ反応工学、量子化学工学、触媒設計学）
    - 環境・エネルギーシステム講座（分子集合系化学工学、移動現象制御）
    - 生物プロセス工学講座（生物発想化学工学、生物材料設計）
    - 協力講座：太陽エネルギー化学講座（エネルギー光化学工学）

  - 未来物質領域
    - 新物質創製講座（分子エレクトロニクス、有機金属化学、ナノ光物性理論）
    - 大学院専任講座：微小物質ダイナミクス講座（微小物質コヒーレンス、構造揺らぎダイナミクス）
    - 協力講座：極限量子科学講座（複合極限物性）
    - 協力講座：量子物性科学講座（半導体量子科学）
- 機能創成専攻[6]
  - 非線形力学領域
    - 熱流体力学講座（熱工学、流体力学）
    - 材料構造工学講座（材料・構造強度学、固体力学）

  - 機能デザイン領域
    - 推進工学講座（分子流体力学、流体工学）
    - 制御生産情報講座（身体運動制御学、数理固体力学）

  - 生体工学領域
    - 生体機械科学講座（バイオメカニクス、生体機械システム、バイオメディカルエンジニアリング）
    - 生物工学講座（バイオダイナミクス、生体物理データ科学）
    - 大学院専任講座：生体計測学講座（分子生体計測、バイオイメージング）
- システム創成専攻[7]
  - 電子光科学領域
    - 固体電子工学講座（ナノエレクトロニクス、ナノ構造・物性制御、ナノ物性デバイス）
    - 量子機能エレクトロニクス講座（量子コンピューティング、量子情報デバイス）
    - 光エレクトロニクス講座（光波マイクロ波、情報フォトニクス、量子エレクトロニクス）
    - 協力講座：附属極限科学センター講座（先端エレクトロニクス）

  - システム科学領域
    - システム理論講座（適応ロボット学、システム解析）
    - 知能システム構成論講座（ロボット学習、知能ロボット学、パターン計測、ロボットマニピュレーション）

  - 数理科学領域
    - 数理モデル講座（微分方程式、応用解析）
    - 統計数理講座（統計解析、データ科学）

  - 社会システム数理領域
    - 数理計量ファイナンス講座（統計的推測決定、ファイナンス数理モデル、確率解析、確率過程論）
    - 大学院専任講座：システム数理講座（複雑システム、システム計画数理）

### 基礎工学研究科附属施設[4]
- 産学連携センター
- 太陽エネルギー化学研究センター
- スピントロ二クス学術連携研究教育センター
- 極限科学センター
- 未来研究推進センター

## 著名な出身者

### 政治
- 熊谷貞俊 - 元衆議院議員、大阪大学名誉教授
- 藤岡隆雄 - 衆議院議員

### 行政
- 河瀬和重 - 国土交通官僚
- 篠原守 - 元駐カタール大使、防衛大学校教授

### 経済
- 櫟真夏 - 2025年日本国際博覧会協会副事務総長、元2025日本万国博覧会誘致委員会事務総長、元関西電力執行役員
- 加治佐俊一 - 元マイクロソフト日本法人CTO
- 小林栄三 - 元伊藤忠商事社長、元経済同友会副代表幹事、元日本貿易会会長
- 小林慎和 - LastRoots創業者・CEO
- 澤井光郎 - 沢井製薬会長
- 清水希茂 - 中国電力社長
- 竹内敬介 - 元日揮社長・会長、元エンジニアリング振興協会理事長、藍綬褒章
- 津賀一宏 - パナソニック社長、日本経団連副会長、東京オリンピック・パラリンピック競技大会組織委員会副会長
- 中山讓治 - 元第一三共社長、日本製薬工業協会会長
- 野村正朗 - 元りそな銀行頭取、帝塚山学院理事長
- 野路國夫 - 元小松製作所社長、元日本建設機械工業会会長

### 学術
- 浅田稔 - ロボット工学、大阪大学教授、ロボカップ創立者の一人、グッドデザイン賞、日本ロボット学会論文賞
- 浅野哲夫 - 計算機科学者、元北陸先端科学技術大学院大学学長
- 生田幸士 - ロボット工学、東京大学名誉教授、名古屋大学名誉教授、大阪大学栄誉教授、紫綬褒章
- 石黒浩 - ロボット工学、大阪大学栄誉教授、ATR石黒浩特別研究所客員所長 大阪文化賞、文部科学大臣賞
- 乾敏郎 - 心理学、京都大学名誉教授
- 牛田俊 - ロボット工学、大阪工業大学教授、第63期システム制御情報学会事業理事
- 大城理 - 工学、大阪大学教授、日本コンピュータ外科学会論文賞
- 大須賀公一 - ロボット工学、大阪大学・神戸大学・大阪工業大学教授、システム制御情報学会第63期会長）
- 太田勲 - 工学、兵庫県立大学副理事長兼学長
- 掛下知行 - 材料科学、大阪大学名誉教授、福井工業大学学長、元日本金属学会会長、元八大学工学系連合会会長
- 片岡幹雄 - 生物物理学、奈良先端科学技術大学院大学名誉教授、元日本生物物理学会会長
- 佐藤宏介 - システム工学、大阪大学副学長
- 白旗慎吾 - 数学、大阪大学教授
- 曽我部正博 - 生物物理学、名古屋大学名誉教授、元日本生物物理学会会長、元日本比較生理生化学会会長
- 竹内淳 - 物理学、早稲田大学教授
- 武智敏 - 技術者、富士通セミコンダクター担当部長、紫綬褒章、山崎貞一賞
- 巽和行 - 化学、名古屋大学名誉教授、日本学士院会員、日本学士院賞
- 玉井尚登 - 化学、関西学院大学教授
- 田原弘一 - 宇宙工学、元大阪工業大学教授
- 鳥居宏次 - 計算機科学、元奈良先端科学技術大学院大学学長
- 永田靖 - 統計学、早稲田大学教授
- 中西知嘉子 - 情報工学、大阪工業大学教授
- 難波啓一 - 生物物理学、大阪大学栄誉教授、大阪大学名誉教授、学士院賞恩賜賞
- 西川出 - 材料工学、大阪工業大学教授
- 野田哲男 - ロボット工学、大阪工業大学教授、日本ロボット学会フェロー
- 濵田悦生 - データサイエンス、大阪工業大学教授、国際数理科学協会理事
- 原田慶恵 - 生物物理学、大阪大学教授、元京都大学教授、元日本生物物理学会会長
- 東野輝夫 - 情報工学、日本工学会フェロー、京都橘大学副学長、大阪大学特任教授、文部科学大臣表彰
- 日引俊詞 - 原子力工学、パデュー大学教授、日本原子力学会奨励賞
- 増原宏 - 化学、大阪大学名誉教授、国立交通大学講座教授、元光化学協会会長、紫綬褒章
- 松野文俊 - ロボット工学、京都大学名誉教授、元システム制御情報学会会長、元日本ロボット学会副会長
- 水谷泰治 - 情報科学、大阪工業大学教授
- 三村高志 - 技術者、富士通研究所フェロー、紫綬褒章、京都賞先端技術部門
- 村上洋一 - 物理学、東北大学教授、久保亮五記念賞、日本IBM科学賞
- 安留誠吾 - 情報工学、大阪工業大学教授
- 柳田敏雄 - 生物物理学、大阪大学名誉教授、学士院賞恩賜賞、文化功労者、朝日賞、瑞宝重光章
- 山口英 - 計算機科学、元奈良先端科学技術大学院大学教授、情報セキュリティ文化賞
- 山本博之 - プログラマ、Sylpheed開発者、日本OSS貢献者賞
- 吉田朋広 - 統計学、東京大学教授、日本統計学会賞、日本数学会解析学賞

### 文芸
- 堀晃 - SF作家、日本SF大賞、星雲賞日本長編賞、SFファンジン大賞
- 理山貞二 - SF作家、創元SF短編賞

### その他
- なかやまかんな - レゴブロック製作者
- はなおでんがん - YouTuber